# Gmina Morąg
Die Gmina Morąg [ˈmɔrɔ̃ŋk] ist eine Stadt-und-Land-Gemeinde im Powiat Ostródzki der Woiwodschaft Ermland-Masuren in Polen. Ihr Sitz ist die gleichnamige Stadt (deutsch Mohrungen) mit etwa 13.800 Einwohnern.

## Geographie

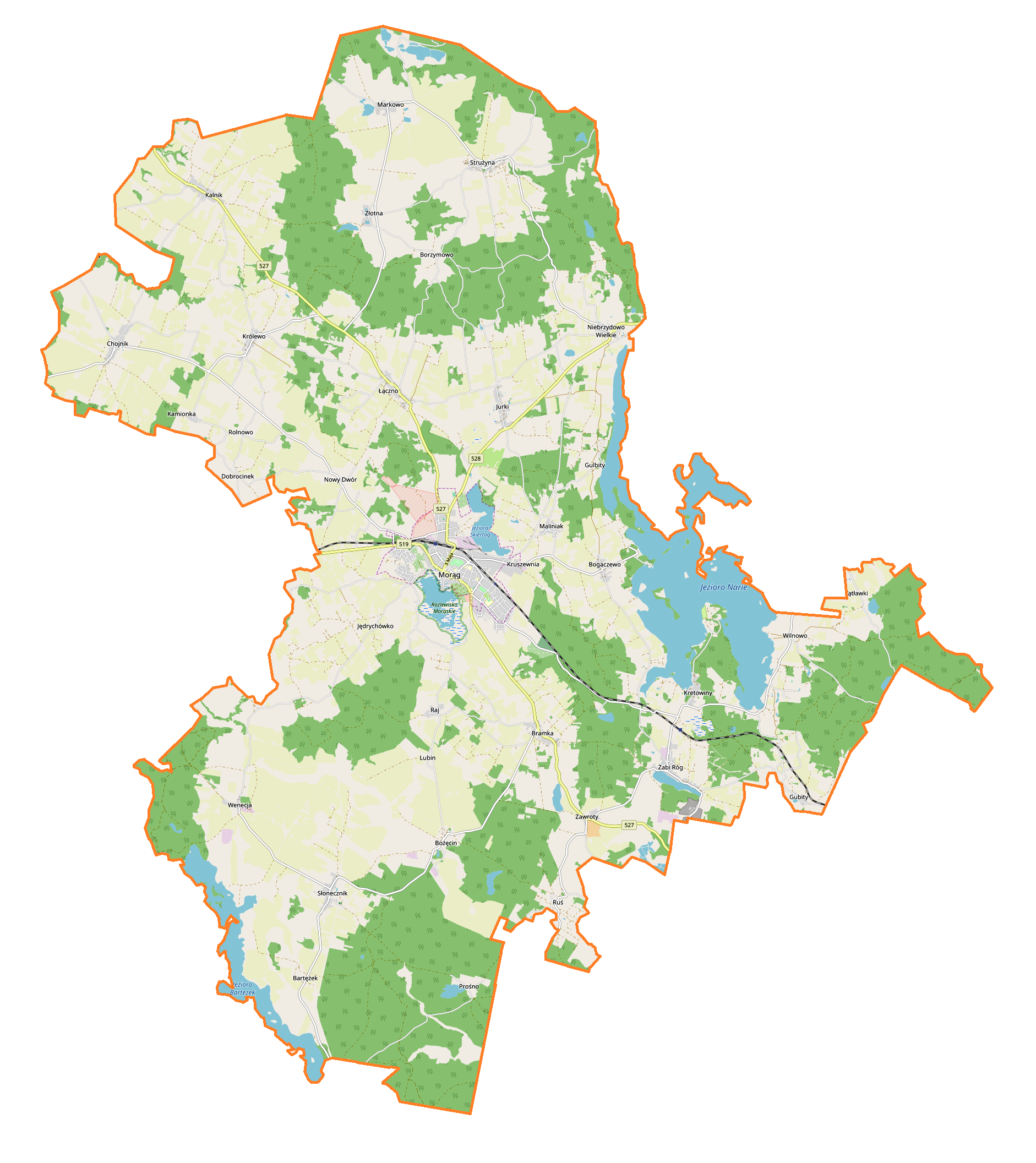
Karte der Gemeinde

Die Gemeinde liegt im Westen der Woiwodschaft. Die Kreisstadt Ostróda (Osterode i. Ostpr.) liegt etwa zehn Kilometer südlich. Nachbargemeinden sind Pasłęk im Nordwesten, Godkowo im Norden, Miłakowo im Nordosten, Świątki im Osten, Łukta im Südosten, Miłomłyn im Südwesten und Małdyty im Westen.
Die Gemeinde hat eine Fläche von 319,5 km², die zu 53 Prozent land- und zu 25 Prozent forstwirtschaftlich genutzt wird. Zu ihrem Gebiet gehören mehrere große und viele kleine Seen. Der Narie (Nariensee) mit 1240 Hektar, der Bartężek (Bärtingsee) mit 385 Hektar und der Skiertąg (Schertingsee) mit 84 Hektar sind die drei größten Gewässer.

## Geschichte
Es sind Ruinen des Ritterguts Geißeln aus dem 18. Jahrhundert erhalten.
Die Landgemeinde wurde 1973 aus verschiedenen Gromadas neu gebildet – bis 1954 bestand die Gmina Królewo. Stadt- und Landgemeinde wurden 1990/1991 zur Stadt-und-Land-Gemeinde vereinigt. Ihr Gebiet gehörte von 1946 bis 1998 zur Woiwodschaft Olsztyn im unterschiedlichen Zuschnitt. Der Powiat Morąski wurde 1975 aufgelöst. Zum 1. Januar 1999 kam die Gemeinde zur Woiwodschaft Ermland-Masuren und zum Powiat Ostródzki.

## Gliederung
Zur Stadt-und-Land-Gemeinde Miłakowo gehören die Stadt selbst und 29 Dörfer (deutsche Namen amtlich bis 1945) mit Schulzenamt (sołectwo):
- Antoniewo (Antonienhof)
- Bogaczewo (Güldenboden)
- Bożęcin (Groß Gottswalde)
- Bramka (Himmelforth)
- Chojnik (Hagenau)
- Gubity (Gubitten)
- Gulbity (Golbitten)
- Jędrychówko (Heinrichshof)
- Jurki (Georgenthal)
- Kalnik (Kahlau)
- Kretowiny (Kranthau)
- Królewo (Königsdorf)
- Kruszewnia (Krausenhof)
- Łączno (Wiese)
- Maliniak (Schertingswalde)
- Markowo (Reichertswalde)
- Niebrzydowo Wielkie (Groß Hermenau)
- Nowy Dwór (Neuhof)
- Raj (Paradies)
- Rolnowo (Rollnau)
- Ruś (Reußen)
- Słonecznik (Sonnenborn)
- Strużyna (Silberbach)
- Tątławki (Tomlack)
- Wenecja (Venedien)
- Wilnowo (Willnau)
- Żabi Róg (Horn)
- Zawroty (Schwenkendorf)
- Złotna (Goldbach)

Kleinere Dörfer und Weiler:
- Bartężek (Bärting)
- Białka (Gehlfeld)
- Dobrocinek (Neu Bestendorf)
- Dury (Döhringshof)
- Jurecki Młyn (Georgenthalermühle)
- Kamionka (Steinsdorf)
- Kępa Kalnicka (Wilhelmsthal)
- Kudypy (Kuhdiebs)
- Lubin (Louisenthal)
- Obuchowo (Obuchshöfchen)
- Piłąg (Pfeilings)
- Plebania Wólka (Pfarrsfeldchen)
- Prętki (Friedrichsfelde)
- Prośno (Pörschken)
- Silin (Sillehnen)
- Szymanowo (Simonetti)
- Wola Kudypska (Wolla)
- Zbożne (Gottesgabe)

Ortsteile sind:
- Anin (Annenhof)
- Borzymowo (Abrahamsheide)
- Dworek (Inrücken)
- Kadzianka (Vogelgesang)
- Lusajny Małe (Klein Luzeinen)
- Morzewko (Mahrau)
- Niebrzydowo Małe (Klein Hermenau)
- Rogowo (Eckfeld)
- Stabuniki (Stobnitt)
- Szczuplinki (Hechtwinkel)
- Worytki (Klein Woritten)
- Woryty Morąskie (Woritten)
- Zwierzyniec (Thiergarten)

## Verkehr
Die Woiwodschaftsstraße DW527 durchquert das Gemeindegebiet von Nordwesten nach Südosten. Sie führt von Dzierzgoń (Christburg) über Pasłęk (Preußisch Holland) und Morąg nach Olsztyn (Allenstein). In Morąg zweigen die DW527 nach Stary Dzierzgoń (Alt Christburg) und die DW528 nach Orneta (Wormditt) ab. 
Der Bahnhof Morąg liegt an der Strecke Elbląg–Olsztyn (Elbing–Allenstein). Weitere Stationen bestehen in Morąg Kolonia und Żabi Róg (Horn). – Die ehemals in Morąg abzweigenden Strecken sind abgebaut.
Der nächste größere internationale Flughafen ist Danzig.